# Mazusovité
Mazusovité (Mazaceae) je čeleď vyšších dvouděložných rostlin z řádu hluchavkotvaré. Jsou to drobné byliny s jednoduchými listy a dvoupyskými květy. Plodem je tobolka nebo řidčeji bobule. Čeleď zahrnuje asi 33 druhů ve 3 rodech a je rozšířena v Asii, Austrálii a na Novém Zélandu.
Čeleď byla v roce 2011 vyčleněna z čeledi Phrymaceae.

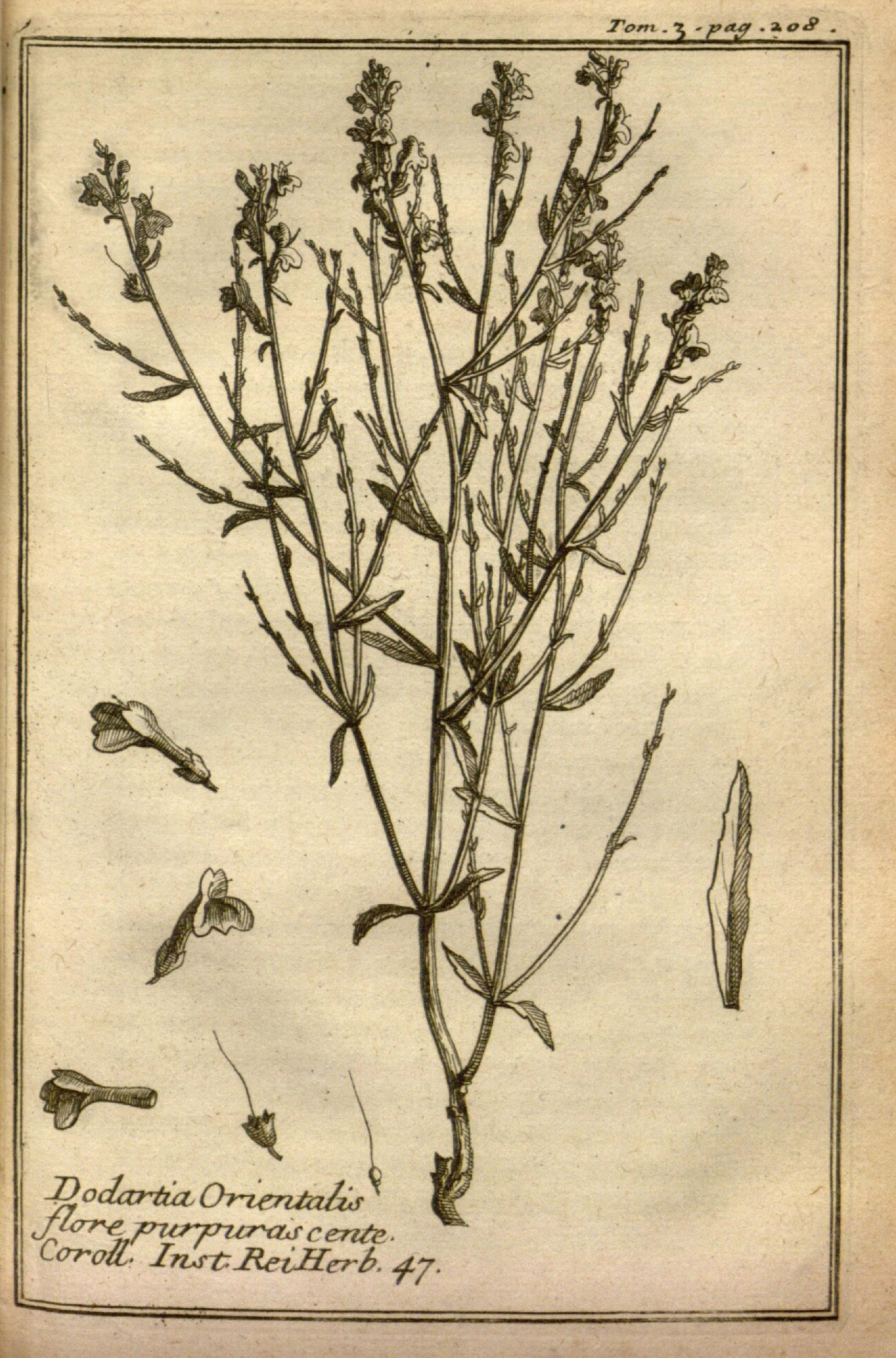
Kresba Dodartia orientalis

## Popis
Zástupci čeledi mazusovité jsou drobné, jednoleté nebo vytrvalé byliny. Listy jsou jednoduché, vstřícné, střídavé nebo nahloučené v přízemní růžici. Řapíky jsou často křídlaté, u některých druhů jsou listy přisedlé. Květy jsou poměrně malé, ve vrcholových hroznech. Kalich je nálevkovitý nebo zvonkovitý, zakončený 5 laloky. Koruna je dvoupyská, nejčastěji modrá, fialová nebo bílá. Tyčinky jsou 4, přirostlé ke korunní trubce. Semeník je srostlý ze 2 plodolistů a obsahuje 2 komůrky s mnoha vajíčky. Plodem je mnohasemenná tobolka nebo u rodu Lancea bobule.

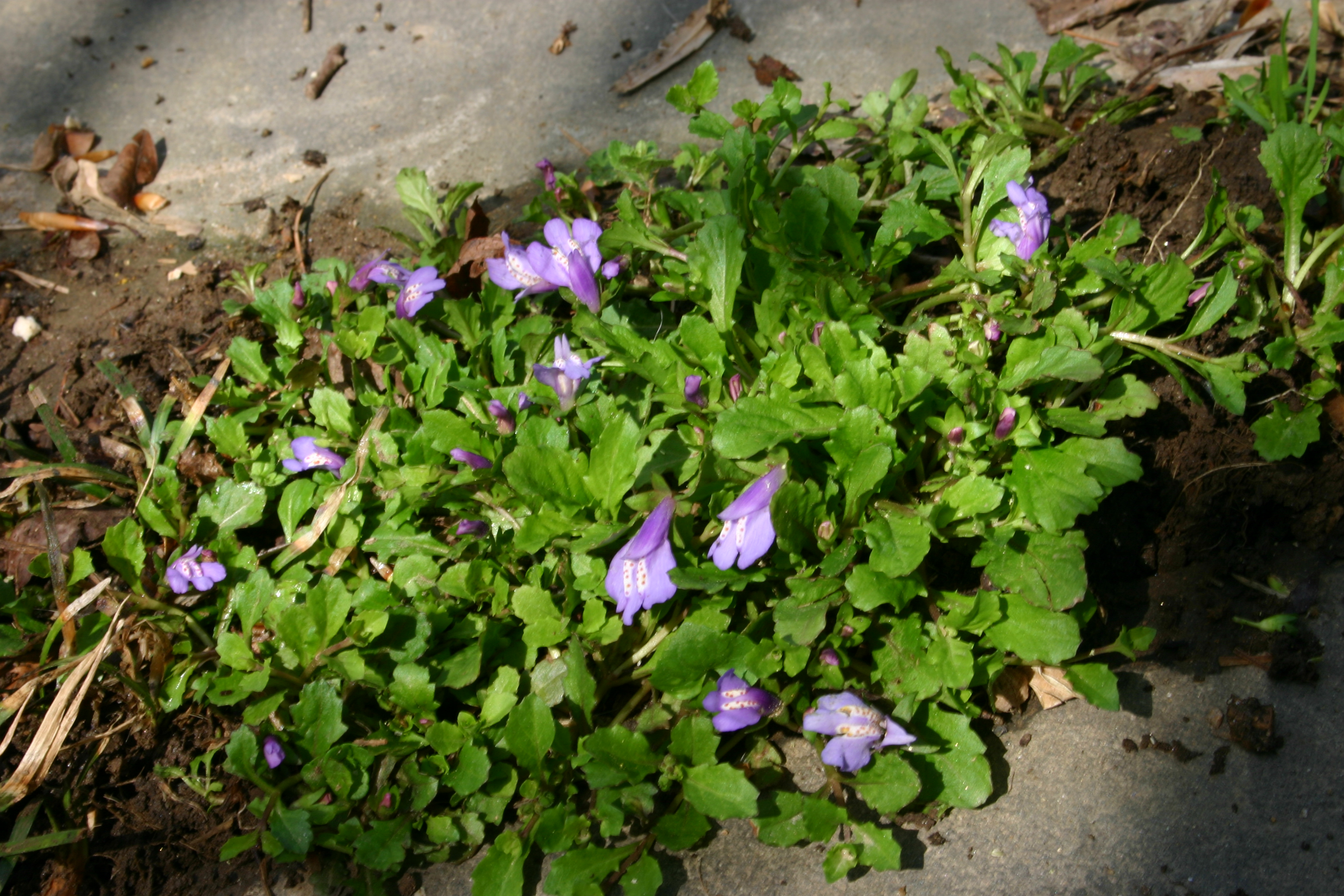
Mazus plazivý (Mazus reptans)
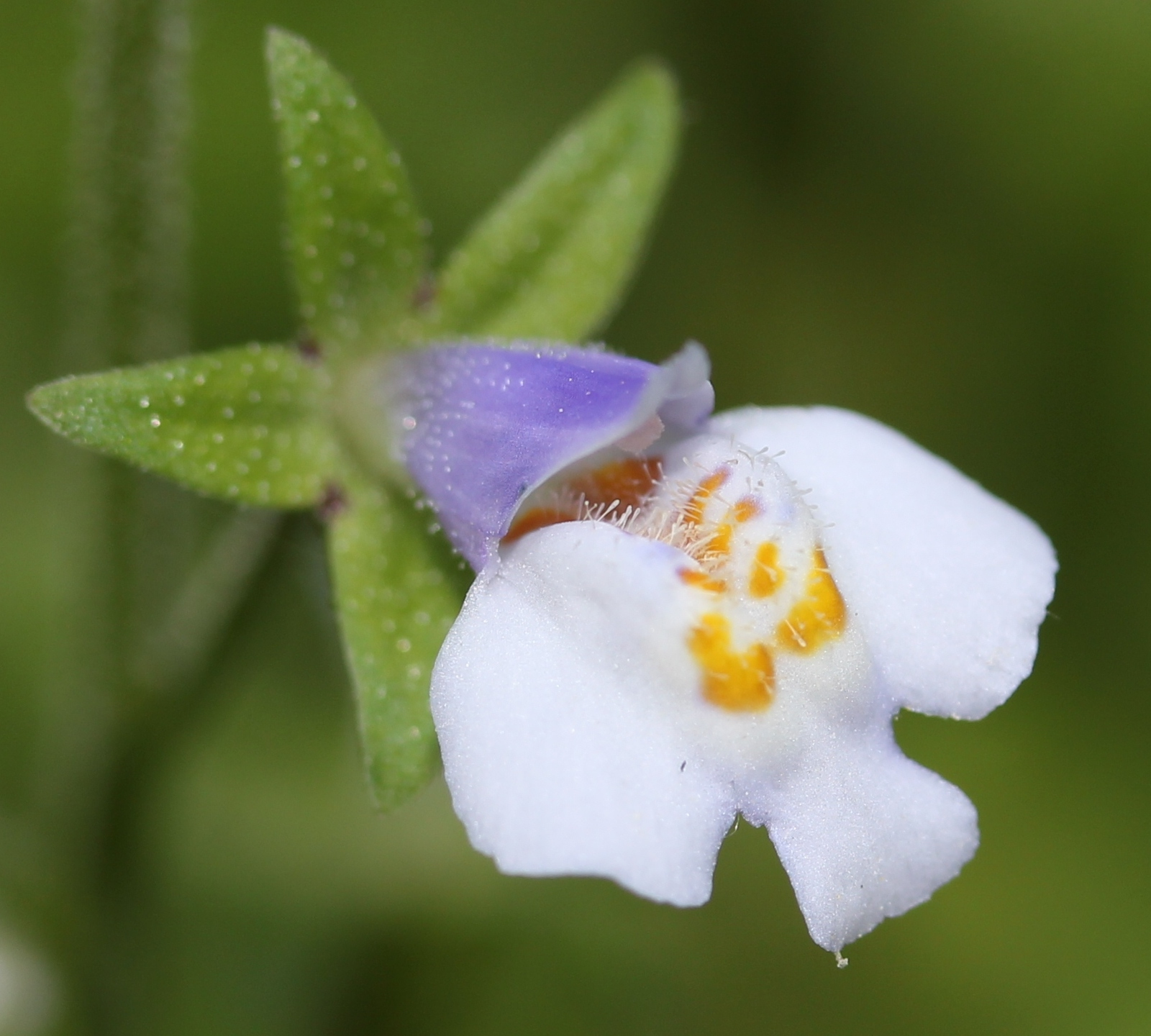
Detail květu Mazus pumilus
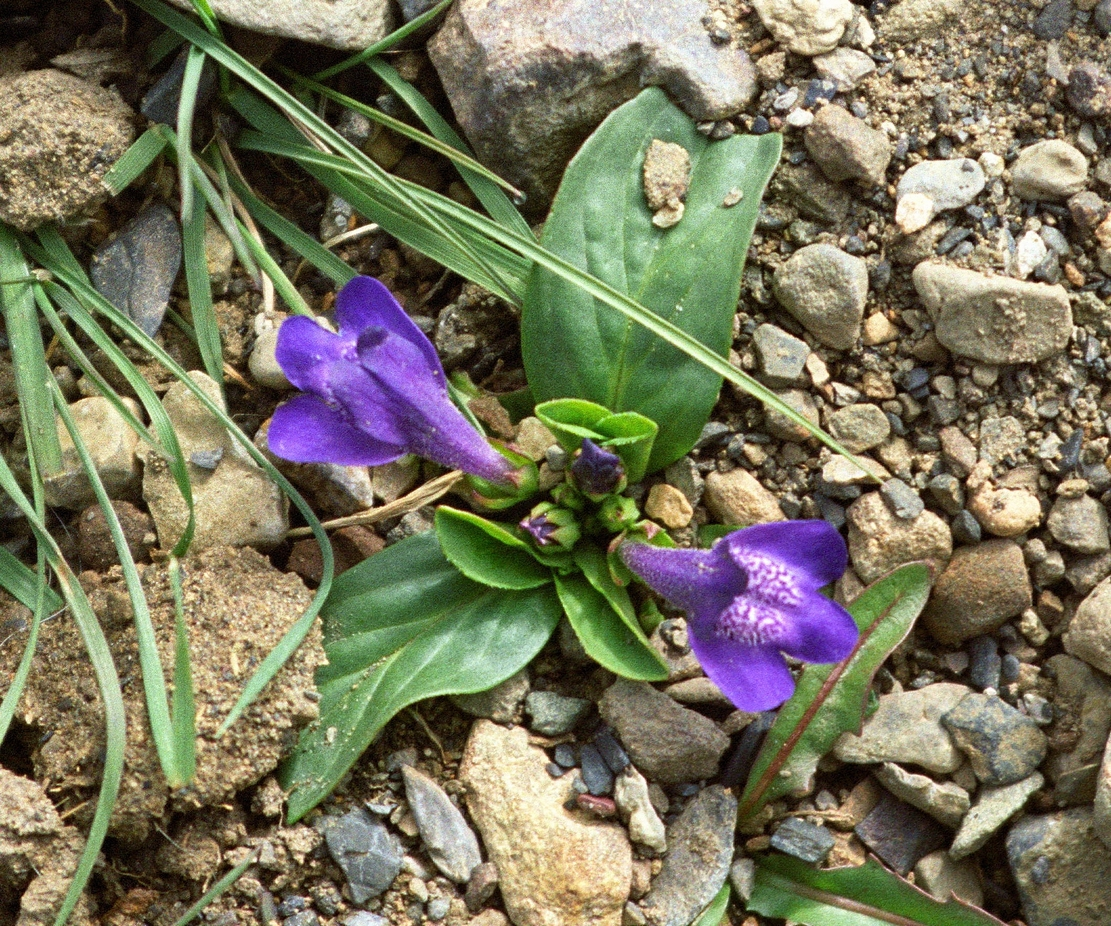
Lancea tibetica

## Rozšíření
Čeleď mazusovité zahrnuje 3 rody a asi 33 až 38 druhů. Je rozšířena v Asii od Střední Asie po Japonsko a jihovýchodní Asii, v Austrálii a na Novém Zélandu. Největším rodem je mazus (Mazus, asi 35 druhů). Rod Lancea zahrnuje 2 druhy, rod Dodartia je monotypický.

## Taxonomie
Mazaceae jsou zcela novou čeledí, které byla v roce 2011 na základě výsledků molekulárních analýz vyčleněna z čeledi Phrymaceae. V systému APG se objevuje až ve verzi APG IV z roku 2016. Čeleď tvoří bazální větev monofyletické skupiny zahrnující dále čeledi Orobanchaceae, Phrymaceae a Paulowniaceae. V klasické taxonomii byly rody této čeledi většinou řazeny do čeledi Scrophulariaceae.

## Zástupci
- mazus (Mazus)[8]

## Význam
Mazus plazivý (Mazus reptans) je pěstován jako zahradní trvalka.

## Přehled rodů
Mazus, Dodartia, Lancea